# Шиних
Шиних (пол. Szynych, нім. Schöneich) — село в Польщі, у гміні Ґрудзьондз Ґрудзьондзького повіту Куявсько-Поморського воєводства.
Населення — 358 осіб (2011).
У 1975-1998 роках село належало до Торунського воєводства.

## Демографія
Демографічна структура станом на 31 березня 2011 року:
|          | Загалом | Допрацездатний вік | Працездатний вік | Постпрацездатний вік |
| -------- | ------- | ------------------ | ---------------- | -------------------- |
| Чоловіки | 182     | 42                 | 124              | 16                   |
| Жінки    | 176     | 52                 | 97               | 27                   |
| Разом    | 358     | 94                 | 221              | 43                   |